# Neobythites longispinis
Neobythites longispinis är en fiskart som beskrevs av Nielsen 2002. Neobythites longispinis ingår i släktet Neobythites och familjen Ophidiidae. Inga underarter finns listade i Catalogue of Life.